# Вошива (притока Орелі)
Воши́ва, Вши́ва — річка в Україні, у Берестинському районі Харківської області. Права притока Орелі (басейн Дніпра).

## Опис
Довжина 29 км, похил річки — 1,9 м/км. Формується з багатьох безіменних струмків та водойм. Площа басейну 195 км².

## Розташування
Вошива бере початок в селищі Сахновщина. Тече переважно на південний захід і на західній стороні від села Дубові Гряди впадає в річку Оріль (ліва притока Дніпра).
Населені пункти вздовж берегової смуги: Гришівка, Огіївка, Шевченкове, Судиха, Зелене, Тавежня.

## Притоки
- Вошивенька (ліва).